# Eerste divisie (mannenhandbal) 1980/81
De eerste divisie is de op een na hoogste afdeling van het Nederlandse handbal bij de heren op landelijk niveau. In het seizoen 1980/1981 werden AHC '31 en PSV kampioen en promoveerden naar de eredivisie. BHC, Sparta '75, Volt en Animo degradeerden naar de tweede divisie.

## Opzet
- De kampioen promoveert rechtstreeks naar de eredivisie (mits er niet al een hogere ploeg van dezelfde vereniging in de eredivisie speelt).
- De twee ploegen die als laatste eindigen, degraderen rechtstreeks naar de tweede divisie.

## Eerste divisie A

### Teams
| Ploeg         | Plaats    | Provincie     |
| ------------- | --------- | ------------- |
| AHC '31       | Amsterdam | Noord-Holland |
| BDC           | Soest     | Utrecht       |
| BHC           | Bussum    | Noord-Holland |
| Enschede      | Enschede  | Overijssel    |
| Hercules H    | Hengelo   | Overijssel    |
| Olympia H     | Hengelo   | Overijssel    |
| Sparta '75    | Groningen | Groningen     |
| Sport Vereent | Zuilen    | Utrecht       |
| V&K           | Groningen | Groningen     |
| Volendam      | Volendam  | Noord-Holland |

### Stand
| Pos | Club          | Wed | W  | G | V  | Ptn | DV  | DT  | +/− | Opmerking                         |
| --- | ------------- | --- | -- | - | -- | --- | --- | --- | --- | --------------------------------- |
| 1   | AHC '31       | 18  | 14 | 3 | 1  | 31  | 327 | 247 | +80 | Promoveert naar de eredivisie     |
| 2   | Volendam      | 18  | 11 | 4 | 3  | 26  | 317 | 271 | +46 |                                   |
| 3   | BDC           | 18  | 11 | 2 | 5  | 24  | 361 | 336 | +25 |                                   |
| 4   | Sport Vereent | 18  | 9  | 2 | 7  | 20  | 308 | 302 | +6  |                                   |
| 5   | Hercules H    | 18  | 7  | 3 | 8  | 17  | 298 | 291 | +7  |                                   |
| 6   | V&K           | 18  | 7  | 3 | 8  | 17  | 321 | 317 | +4  |                                   |
| 7   | Olympia H     | 18  | 7  | 1 | 10 | 15  | 282 | 306 | −24 |                                   |
| 8   | Enschede      | 18  | 5  | 2 | 11 | 12  | 286 | 302 | −16 |                                   |
| 9   | BHC           | 18  | 5  | 2 | 11 | 12  | 269 | 324 | −55 | Degradeert naar de Tweede divisie |
| 10  | Sparta '75    | 18  | 3  | 0 | 15 | 6   | 261 | 334 | −73 | Degradeert naar de Tweede divisie |

## Eerste divisie B

### Teams
| Ploeg           | Plaats     | Provincie     |
| --------------- | ---------- | ------------- |
| Animo           | Rijswijk   | Zuid-Holland  |
| DW/Hellas       | Den Haag   | Zuid-Holland  |
| Internos        | Etten-Leur | Noord-Brabant |
| Loreal          | Venlo      | Limburg       |
| Pius X          | Eindhoven  | Noord-Brabant |
| PSV             | Eindhoven  | Noord-Brabant |
| Sittardia 2     | Sittard    | Limburg       |
| Stratum/Meteoor | Eindhoven  | Noord-Brabant |
| Swift Arnhem    | Arnhem     | Gelderland    |
| Volt            | Tilburg    | Noord-Brabant |

### Stand
| Pos | Club            | Wed | W  | G | V  | Ptn | DV  | DT  | +/− | Opmerking                         |
| --- | --------------- | --- | -- | - | -- | --- | --- | --- | --- | --------------------------------- |
| 1   | PSV             | 18  | 15 | 2 | 1  | 32  | 363 | 292 | +71 | Promoveert naar de eredivisie     |
| 2   | Stratum/Meteoor | 18  | 15 | 0 | 3  | 30  | 343 | 297 | +46 |                                   |
| 3   | Swift Arnhem    | 18  | 10 | 5 | 3  | 25  | 325 | 293 | +32 |                                   |
| 4   | Pius X          | 18  | 8  | 3 | 7  | 19  | 329 | 329 | 0   |                                   |
| 5   | Loreal          | 18  | 6  | 3 | 9  | 15  | 272 | 293 | −21 |                                   |
| 6   | DW/Hellas       | 18  | 7  | 0 | 11 | 14  | 257 | 298 | −41 |                                   |
| 7   | Sittardia 2     | 18  | 6  | 1 | 11 | 13  | 276 | 278 | −2  |                                   |
| 8   | Internos        | 18  | 5  | 2 | 1  | 12  | 279 | 290 | −11 |                                   |
| 9   | Volt            | 18  | 5  | 1 | 12 | 11  | 286 | 315 | −29 | Degradeert naar de Tweede divisie |
| 10  | Animo           | 18  | 4  | 1 | 13 | 9   | 243 | 298 | −55 | Degradeert naar de Tweede divisie |